# Puffin majeur
Ardenna gravis
Espèce
Statut de conservation UICN

 LC  : Préoccupation mineure
Le Puffin majeur (Ardenna gravis, anciennement Puffinus gravis), aussi appelé Grand puffin, est une espèce d'oiseau marin de la famille des Procellariidae. Il réalise tous les ans une grande migration transéquatoriale, au cours de laquelle il effectue le grand tour de l'Atlantique, du Sud au Nord, puis du Nord au Sud.

## Description

### Mensurations
C'est un assez grand puffin, long de 43 à 51 cm. Son envergure va de 100 à 118 cm. Il pèse de 715 à 950 g. Même si le mâle est légèrement plus gros que la femelle, il n'y a pas de dimorphisme sexuel chez cette espèce.

### Aspect général

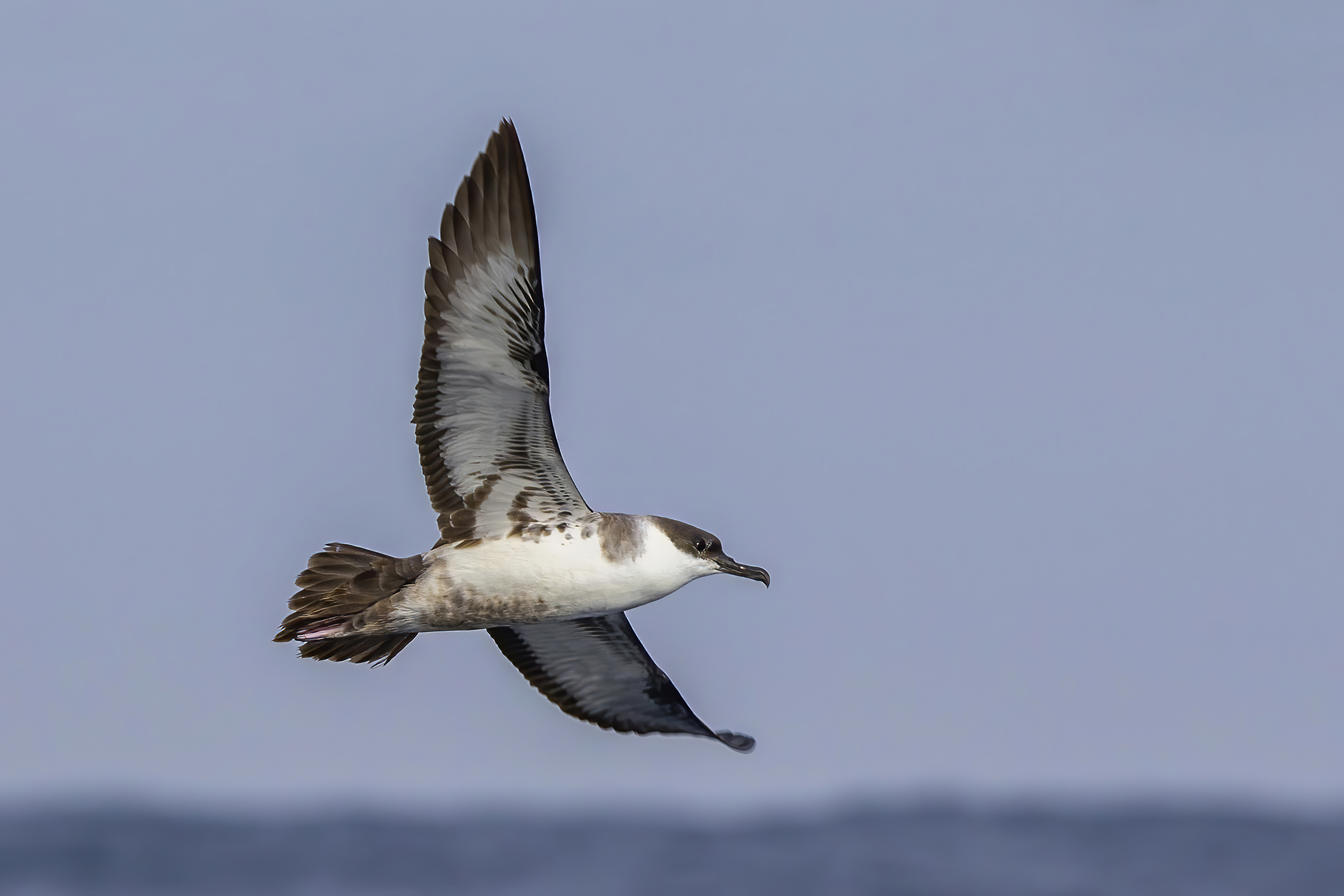
Puffin majeur en vol

Il est brun terne sur le dos, dont les plumes sont bordées d'une fine bordure plus pâle, ce qui lui confère un aspect écailleux. L'extrémité des ailes est noire. Le dessous du corps est globalement blanc, mais le ventre présente une tache brun-grisâtre. Le dessous des ailes est gris plus ou moins clair, bordé de noir, et présente des taches et rayures noires variables selon les individus. La queue, sombre, présente parfois une tache blanche en demi-cercle sur le dessus. Cet oiseau présente une calotte sombre qui contraste avec sa gorge blanche; la limite entre calotte et gorge est nettement définie et passe en dessous de l'œil, qui est brun et finement cerclé de blanc. Le bec, surmonté des narines tubulaires caractéristiques de cette famille, est noir. Les pattes, de roses à grises, sont palmées.

### Aspect des juvéniles
Les oisillons sont une boule de duvet gris-bleu. Les juvéniles ressemblent aux adultes; ils sont juste moins bruns et plus gris ; leur dos présente un aspect moins écailleux.

## Comportement

### Comportement social
Oiseau grégaire, il se réunit en bandes de taille variable pour se nourrir en mer, parfois en compagnie de goélands, d'autres puffins ou de pétrels. Lors de la saison de nidification, les colonies peuvent réunir des milliers d'oiseaux.

### Vol
Le vol est généralement rapide (80 km/h), le battement des ailes est plus rapide que celui du Puffin cendré. Cet oiseau vole près des vagues, alternant vol battu et vol plané au cours duquel il redescend près des vagues. Il tient ses ailes droites et rigides, contrairement au Puffin cendré, qui les tient en cloche et légèrement vers l'arrière.

### Migration
Cette espèce réalise une grande migration dans l'océan Atlantique. Vers le mois d'avril, les Puffins majeurs partent de leurs aires de nidification (Archipel Tristan da Cunha et îles Malouines) et mettent le cap au Nord-ouest puis au Nord. Ils passent au large des côtes de l'Amérique du Sud puis de l'Amérique du Nord, jusqu'au Canada, où ils arrivent en juillet/août. Là, ils obliquent vers l'est pour atteindre le Groenland et le Nord-est de l'Atlantique.

Vers le mois de novembre, ils retournent vers le sud et passent au large des côtes de l'Europe occidentale et de l'Afrique, vers leurs aires de nidification,.

### Alimentation

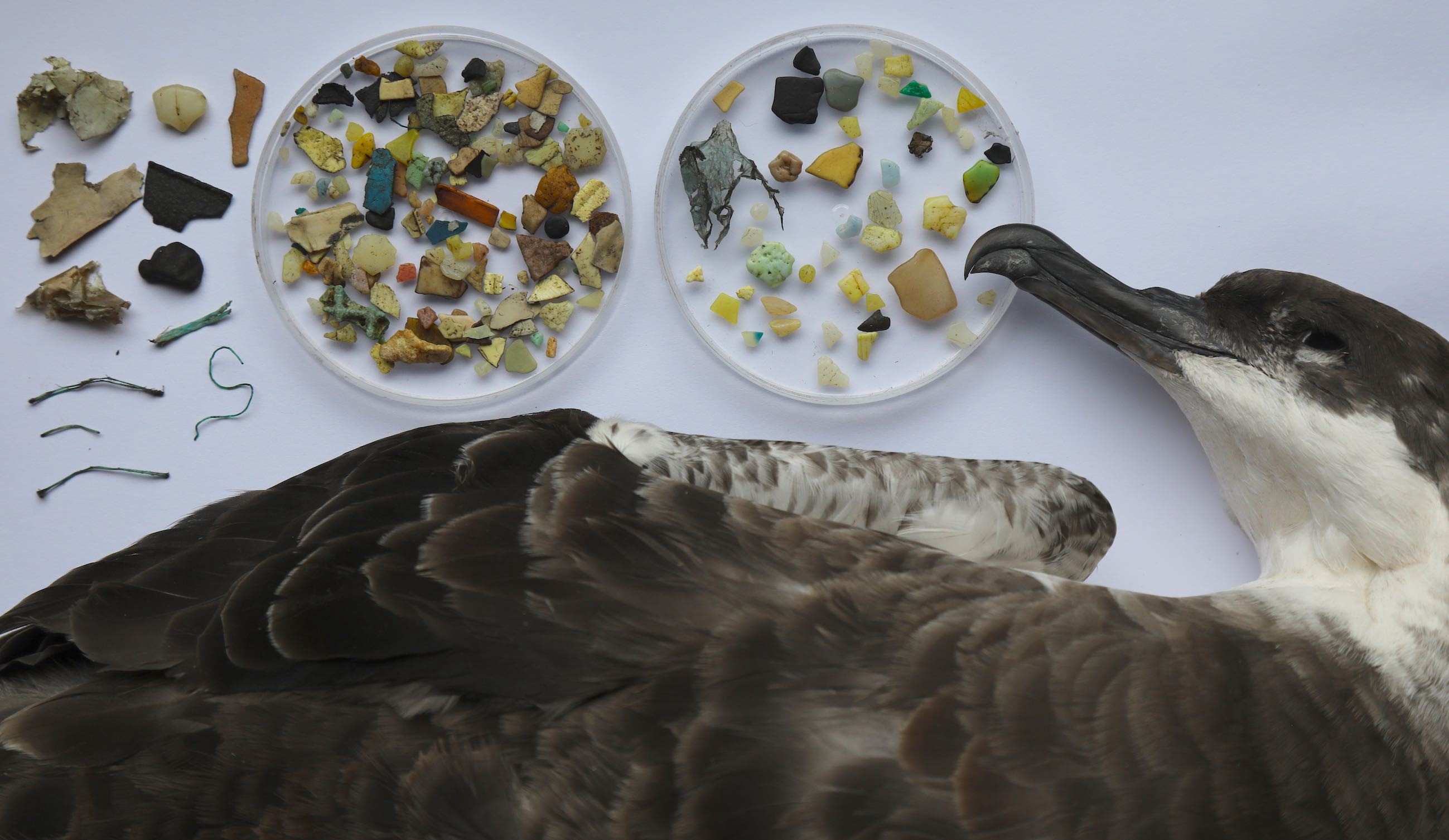
Grand puffin avec des fragments de plastique trouvés dans son estomac

Le Puffin majeur se nourrit principalement de poisson, de céphalopodes, de crustacés, mais aussi des déchets de poisson rejetés par les bateaux de pêche ainsi que des déjections des grands mammifères marins (qu'ils suivent parfois en grandes bandes).
Il se nourrit généralement près de la surface, dans les eaux des zones pélagiques (profondeur supérieure à 1 000 m), picorant en surface (tout en restant en vol et en "piétinant" l'eau avec les pattes) ou plongeant à faible profondeur (généralement pas plus de 50 cm). Même si cet oiseau est diurne, il peut pêcher de nuit, surtout des calmars qui remontent en surface après la tombée de la nuit,.
Le grand puffin est l'une des espèces d'oiseaux marins les plus susceptibles d'ingérer du plastique.

### Reproduction
La saison de nidification débute en octobre et se poursuit jusqu'en décembre. Cet oiseau niche sur les pentes d'îles rocheuses en colonies denses. La parade nuptiale se déroule de nuit. Il pond un seul œuf blanc dans un trou, un terrier ou sur une pente herbeuse. L'incubation dure de 53 à 57 jours; mâle et femelle prennent soin des jeunes. Les oisillons seront indépendants au bout de 105 jours en moyenne. la longévité de cette espèce serait de 7 ans en moyenne.

## Répartition et habitat

Carte de répartition

Le Puffin majeur ne se reproduit que sur quatre îles de l'Atlantique sud : l'île Inaccessible, l'île Nightingale et l'île Gough, qui sont trois îles de l'archipel Tristan da Cunha, et l'île Kidney (une des Îles Malouines). Il hiverne en mer, dans l'Atlantique Nord, entre le Canada et le Nord-ouest de l'Europe.

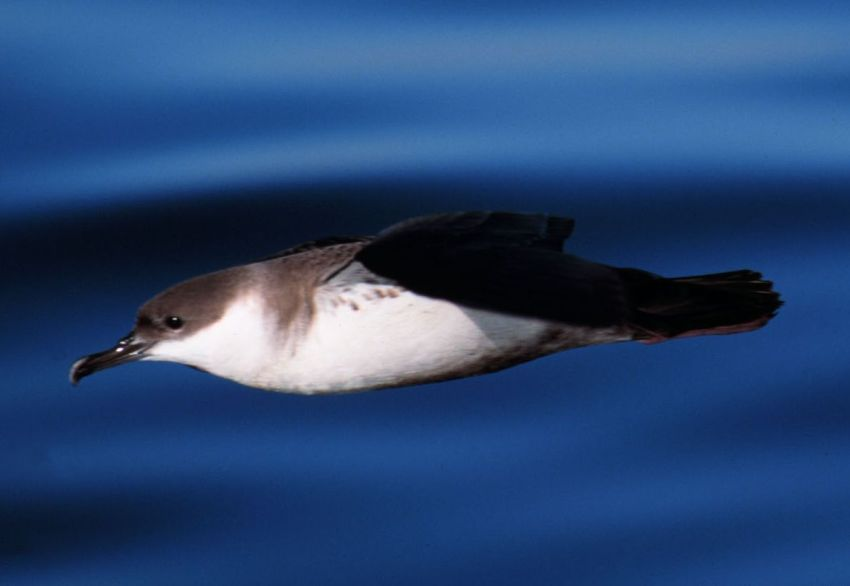
Puffin majeur

## Population
La population qui niche sur l'île Inaccessible et sur l'île Nightingale est estimée à au moins 5 millions de couples; celle qui niche sur l'île Gough à entre 600 000 et 3 millions de couples. Il y aurait de plus une quinzaine de couples sur l'île Kidney. La population mondiale est donc estimée à 15 millions d'individus.
La population qui hiverne au large du Groenland est estimée à entre 100 000 et 500 000 individus.

## Statut et préservation
Chaque année, les habitants de Tristan da Cunha capturent plusieurs milliers d'adultes et environ 50 000 poussins. Aucune étude n'a été réalisée pour le moment (2007) en ce qui concerne l'impact de ce prélèvement sur la population du Puffin majeur.
Cette espèce est protégée par le Migratory Bird Treaty Act. Il a été classé en annexe III par la Convention de Berne (protection de la vie sauvage) depuis 2002.
Du fait de sa grande aire de répartition et de son importante population mondiale, l'UICN a classé cette espèce dans la catégorie LC (préoccupation mineure).

## Étymologie
Puffin viendrait de l'anglais to puff, souffler, et ferait référence à la capacité qu'ont ces oiseaux à projeter par le bec une substance huileuse et nauséabonde.

Le terme latin gravis doit être pris dans le sens de lourd (cf gravité), et majeur dans celui de plus grand. Les deux termes font référence aux dimensions de cet oiseau par rapport aux autres puffins.

## Philatélie
Plusieurs états ont émis des timbres à l'effigie de cet oiseau (en voir quelques exemples sur cette page): le Groenland en 1982, la Grenade en 1998, la Sierra Leone en 1995 et en 2000, Saint-Pierre-et-Miquelon en 1993, l'Archipel Tristan da Cunha en 1968, 1985, 1988 et 2007, et l'Uruguay en 2004.

## Photos et vidéos
- Photo de P.gravis (Afrique du Sud) sur African Bird Club
- Galerie photo sur Animal Diversity Web
- Galerie de photos Flickr sur Avibase
- Galerie photo sur Birdweb
- Vidéo IBC: P.gravis volant au-dessus des vagues